# Gaiarda-Altissimo-Gruppe
Mit Gaiarda-Altissimo-Gruppe (italienisch Sottogruppo della Gaiarda e dell’Altissimo) wird eine Untergruppe der Brentagruppe in den Südlichen Kalkalpen bezeichnet. Höchster Gipfel der Berggruppe ist die Cima della Gaiarda mit 2640 m s.l.m.

## Geographie

### Lage und Abgrenzung
Die Gaiarda-Altissimo-Gruppe bildet den südlichen Abschnitt des nordöstlichen Bereichs der Brenta. Sie liegt westlich von Andalo. Eingegrenzt wird sie im Süden vom Valle delle Seghe und im Nordosten vom Valle della Spora und dem Sattel von Andalo (1042 m). Im Westen grenzt sie am Sattel Bocca della Vallazza (2453 m) an das zur Hauptkette der Brenta gehörende Grostè-Massiv. Im Norden stellt der Passo della Gaiarda (2242 m) den Übergang zum nördlich angrenzenden Fibion-Massiv in der Campa-Gruppe dar.

### Aufbau
Die Untergruppe kann nochmals in die Gaiarda-Gruppe und das Massiv des Croz dell’Altissimo unterteilt werden. Erstere bildet den nördlich Stock der Gruppe. Von der Cima della Gaiarda zweigen drei Kämme ab. Der nordwestliche Kamm senkt sich bis zur Bocca di Vallazza ab, die das Valle delle Seghe mit Tovel-Tal verbindet. Nach Norden verläuft der Kamm zum Crozzon dei Mandrini (2579 m) bevor er in nordöstlicher Richtung zum Passo della Gaiarda absteigt. Letzterer verbindet das Tovel-Tal mit dem Spora-Tal. Der dritte Kamm zieht sich von der Cima della Gaiarda in südöstlicher Richtung über den Monte Ridont (2461 m) und der Cima del Clamer (2279 m) entlang bis zum Passo del Clamer (2161 m), der die Gaiarda-Gruppe vom das Massiv des Croz dell’Altissimo trennt. Die Nordostseite der Gaiarda bildet ein zum Spora-Tal abfallendes mit Schutt bedecktes Plateau an dessen östliches Ende sich der Crozzon della Spora (2360 m) erhebt.
Das Altissimo-Massiv zeichnet sich im Gegensatz zur sehr zerklüfteten Gaiarda-Gruppe durch die Kompaktheit seiner Formationen aus. Während die Richtung Andalo gewandte Ostseite des Massivs mit Wiesen und Wäldern bewachsen ist, weisen die anderen Seiten imposante Wände auf. Der Croz dell’Altissimo bildet mit 2339 m den höchsten Punkt des Massivs. An den am südlichen Abschluss liegenden Croz dell’Altissimo reihen sich in nordöstlicher Richtung die Cima dei Lasteri, der Piz Galin und die Cima Dagnola an.

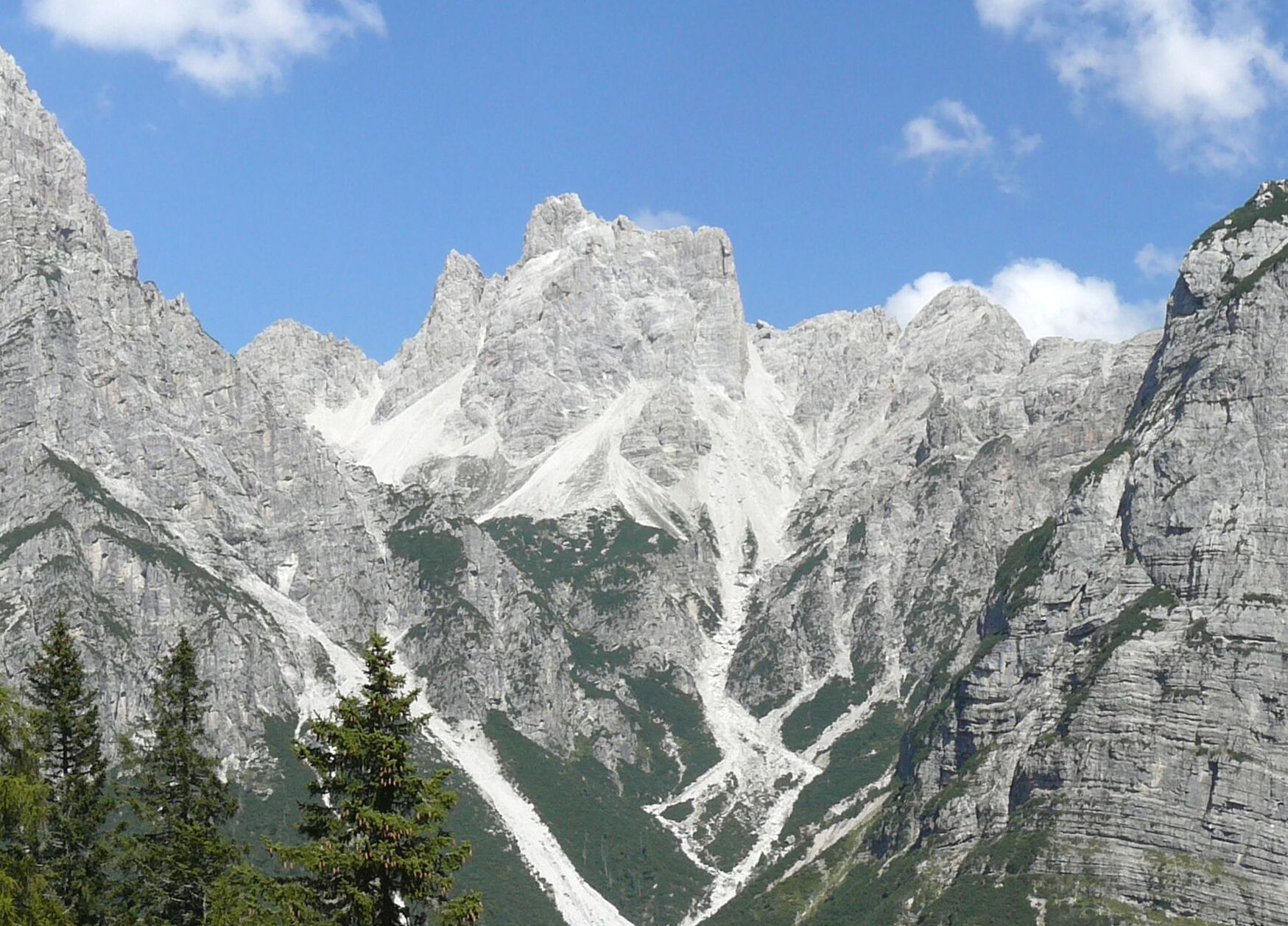
Cima della Gaiarda
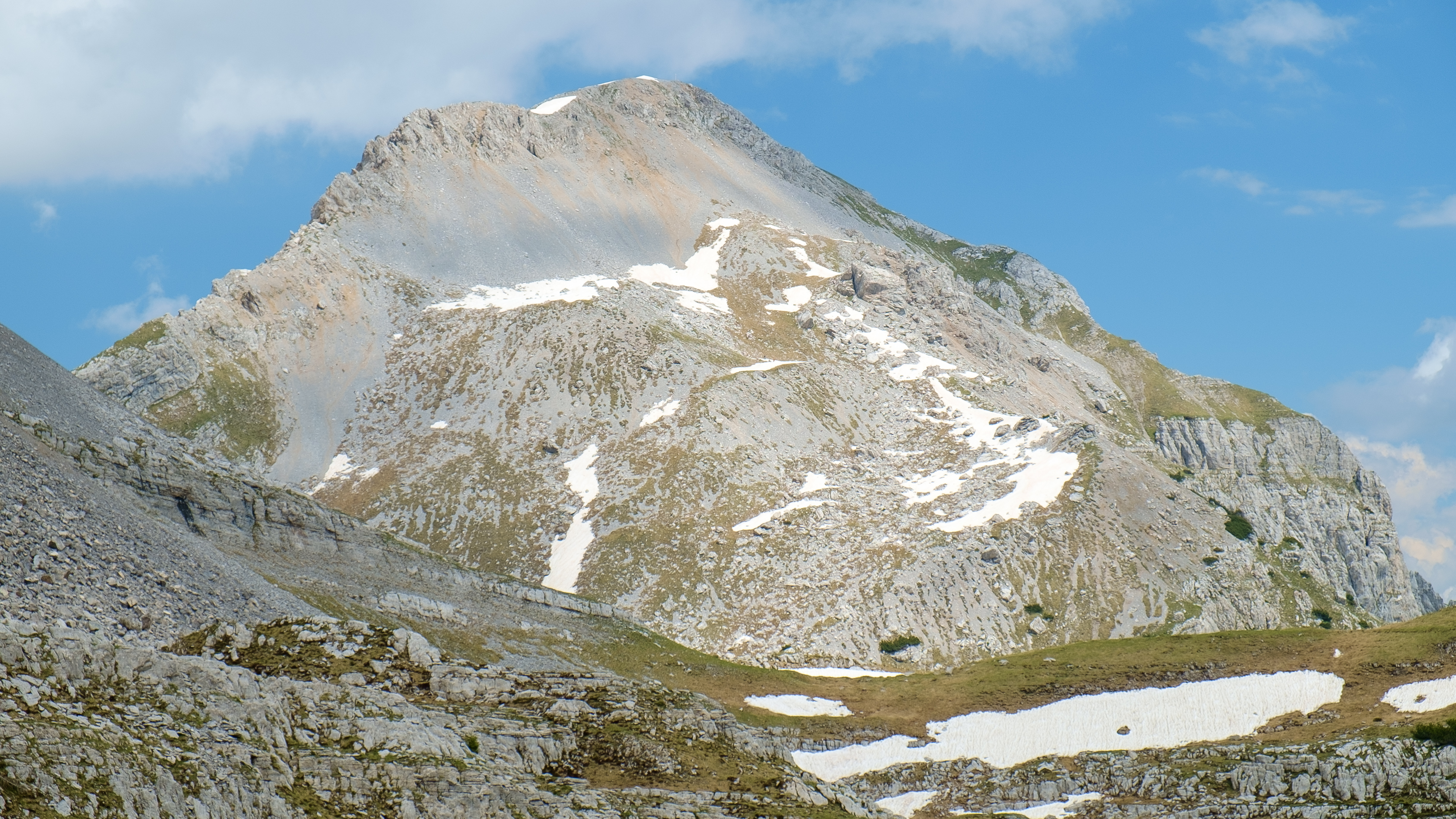
Piz Gallino
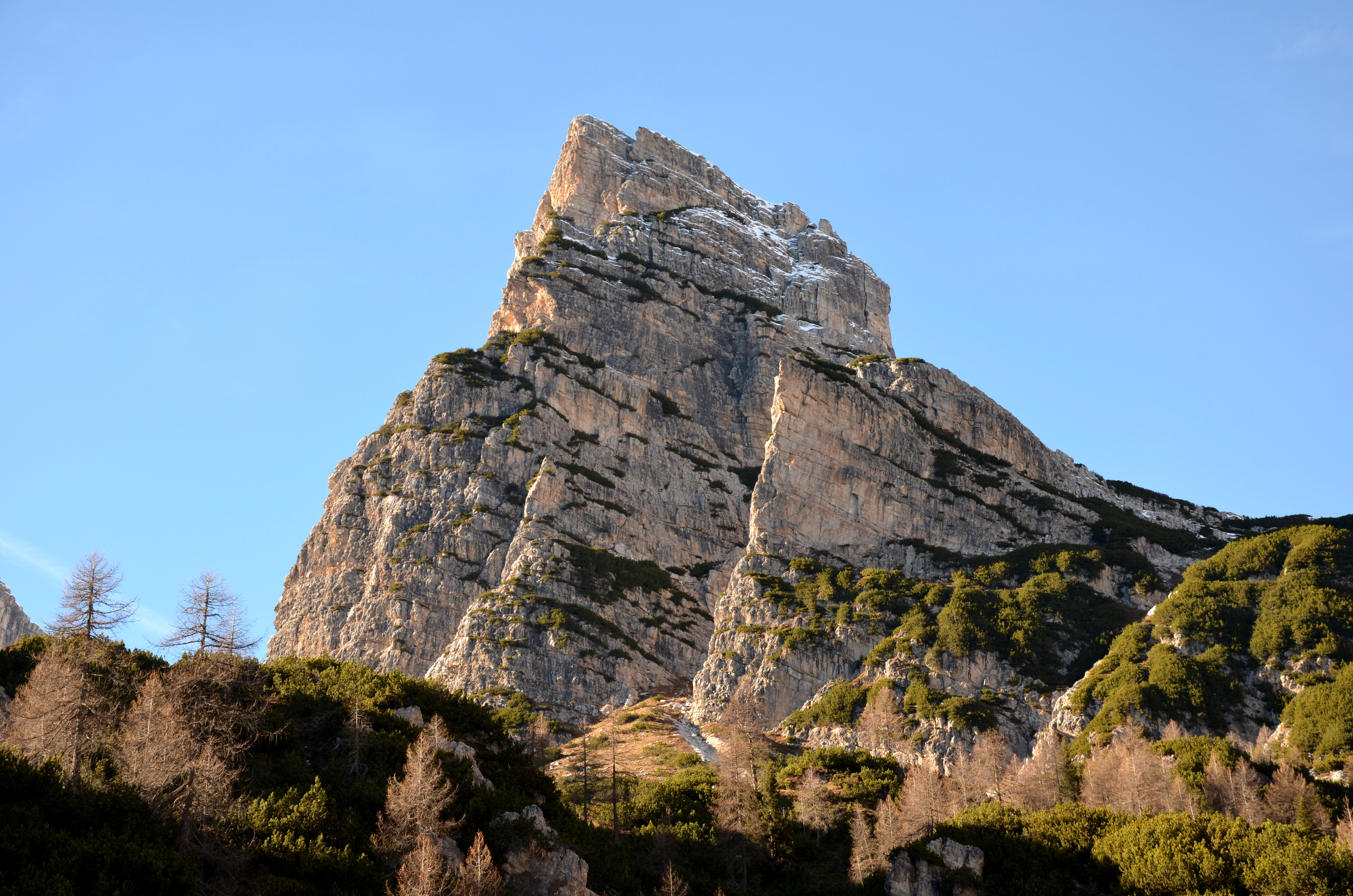
Crozzon della Spora

### Gipfel
- Cima della Gaiarda, 2640 m
- Crozzon dei Mandrini, 2579 m
- Monte Ridont, 2461 m
- Cima dei Lasteri, 2459 m
- Piz Gallino, 2442 m
- Crozzon della Spora, 2360 m
- Croz dell’Altissimo, 2339 m
- Cima del Clámer, 2279 m
- Croz del Giovan, 2186 m
- Cima Dagnola, 2195 m

### Geologie
Die Gruppe lässt sich auch geologisch gesehen in die zwei genannten Stöcke differenzieren. Während der Stock der Gaiarda aus Dolomia Principale besteht, setzt sich das Gestein des Altissimo-Massivs aus verschiedenen Kalkstein-Formationen zusammen.  Der graue, wenig gegliederte und fast immer sehr kompakte Kalkstein ähnelt in jeder Hinsicht den Graukalken der anderen östlichen Untergruppen der Brenta, wie der Ghez- und der Monte-Daino-Gruppe. Die Kalkformationen konzentrieren sich auf die Rotzo- und Monte-Zugna-Formation sowie auf den Loppio-Oolith. Sie sind jünger als der Dolomia Principale und reichen vom Rhaetium in der Obertrias bis zum Pliensbachium im Unterjura.

## Alpinismus
Einige der Gipfel dieser Untergruppe gehören zu den am wenigsten besuchten der Brenta, zum einen wegen ihrer Entfernung zu den Hütten, zum anderen, weil sich das Interesse der Bergsteiger fast ausschließlich auf die 1000 m hohe Südwestwand des Croz dell’Altissimo konzentriert, die aufgrund ihrer Höhe und ihres Schwierigkeitsgrades exzellenten Kletterern vorbehalten ist. Letztere wurde am 16. August 1910 von Angelo Dibona und den Wiener Brüdern Guido und Max Mayer erstmals bezwungen. Als Stützpunkte bieten sich Croz d’Altissimo- und die Selvata-Hütte an.